# Filip Bonde (död efter 1442)
Filip Bonde, född på 1300-talet, död efter 14 mars 1442, var en svensk häradshövding och riksråd.

## Biografi
Filip Bonde var son till häradshövdingen Peter Bonde i Östra härad och Ramborg Magnusdotter (Hammersta ätt). Han nämns 9 mars 1393 och var från 6 april 1399 till 3 juni 1436 väpnare. Bonde var 28 juni 1421 häradshövding i Vedbo härad och var 14 oktober 1435 riksråd. Han levde ännu 1442.

### Egendom
Bonde ägde Bordsjö i Askeryds socken, Hästeryd i Frinnaryds socken och Voxtorp i Voxtorps socken.

### Familj
Bonde gifte sig 1 maj 1414 med Elin Stensdotter, dotter till häradshövdingen Sten Lalesson (hjärtformigt blad) i Aska härad och Kristina Magnusdotter (Röde). De fick tillsammans barnen riddaren och riksrådet Tord Bonde (död 1484), väpnaren Magnus Bonde, Märta Filipsdotter som var gift med väpnaren Nils Nilsson (fågelhuvud) och Bengt Filipsdotter som var gift med väpnaren Lars Haraldsson (stjärna).